# Pierre Louis François Levêque de Vilmorin
Pour les articles homonymes, voir Levêque.
Pour les autres membres de la famille, voir Famille de Vilmorin.
Pierre Louis François Levêque de Vilmorin (Paris, 18 avril 1816 - Paris, 22 mars 1860), généralement appelé Louis de Vilmorin, le petit-fils de Philippe André de Vilmorin, est membre de l'entreprise familiale de Vilmorin-Andrieux. Il a consacré sa vie à la biologie et la chimie, principalement sur la sélection et la culture des plantes.

## Biographie
Louis de Vilmorin a élaboré une théorie de l'hérédité des plantes et a reconnu qu'il était possible de sélectionner certaines caractéristiques de la plante et de développer de nouvelles variétés présentant des caractéristiques choisies. En 1856, Louis de Vilmorin a publié sa Note sur la création d'une nouvelle race de betterave et considération sur l'hérédité chez les plantes, établissant les bases de la théorie moderne de l'industrie semencière.

## Publication
- Note sur la création d'une nouvelle race de betterave et considération sur l'hérédité des plantes, Paris, 1856.

## Pour approfondir